# Будрыс и его сыновья
«Будрыс и его сыновья» (пол. Trzech Budrysów, «Три Будрыса») — баллада польского поэта Адама Мицкевича, опубликованная в 1829 году и переведённая на русский язык Александром Пушкиным в 1834 году.

## Содержание
Действие баллады происходит в Средние века. Старый литвин Будрыс предлагает трём сыновьям отправиться в один из трёх походов — на Новгород, где можно захватить богатую добычу, в земли Тевтонского ордена, богатые янтарём и драгоценными тканями, или в Польшу. Последняя, по его словам, бедна, но польки — самые красивые девушки на свете. Один за другим сыновья возвращаются из похода, и выясняется, что все они отправились в Польшу за невестами. В конце баллады Будрыс готовится сыграть три свадьбы сразу.

## Судьба текста
Баллада была впервые опубликована в 1829 году в составе сборника Poezye Adama Mickiewicza. Wydanie nowe pomnożone. В том же году Фаддей Булгарин опубликовал её подстрочный прозаический перевод на русский язык. В 1834 году в журнале «Библиотека для чтения» вышел поэтический перевод Александра Пушкина, который считается непревзойденным шедевром.